# Selenops salvadoranus
Selenops salvadoranus är en spindelart som beskrevs av Chamberlin 1925. Selenops salvadoranus ingår i släktet Selenops och familjen Selenopidae.
Artens utbredningsområde är El Salvador. Inga underarter finns listade i Catalogue of Life.